# Donna Tartt
Donna Louise Tartt (Greenwood, 23 dicembre 1963) è una scrittrice statunitense.
Nel 2014 ha vinto il Premio Pulitzer per la narrativa con il romanzo Il cardellino.

## Biografia
Donna Tartt è nata a Greenwood, nel Mississippi ed è cresciuta nella vicina città di Grenada.
Dopo un anno all'università del Mississippi, seguendo i consigli di un suo professore, nel 1982 si trasferì all'università di Bennington, nel Vermont. Lì conobbe Bret Easton Ellis, con cui strinse amicizia. Il suo gruppo di amici al Bennington College le fu da ispirazione per i personaggi del suo primo romanzo, che inizio a scrivere proprio in quel periodo, originariamente intitolato "Il dio delle illusioni" e poi pubblicato come "La storia segreta" quando uscì, nel 1992. Il romanzo ottenne un notevole successo di pubblico, vendendo cinque milioni di copie.
Il piccolo amico, il suo secondo romanzo, è stato pubblicato nell'ottobre 2002.
Il terzo romanzo, Il cardellino, è stato pubblicato in lingua inglese il 22 ottobre 2013 (curiosamente, la traduzione in olandese era stata pubblicata un mese prima) e dopo la vittoria del premio Pulitzer 2014 nel giro di pochi mesi sono uscite le traduzioni nelle altre lingue.

## Opere
- Dio di illusioni (The secret history, 1992, Alfred A. Knopf) trad. Idolina Landolfi, Rizzoli, 1992, ISBN 88-17-67799-X
- Il piccolo amico (The Little Friend, 2002, Alfred A. Knopf) trad. Idolina Landolfi e Giovanni Maccari, Rizzoli, 2003, ISBN 88-17-87152-4
- Il cardellino (The goldfinch, 2013, Little, Brown and Company) trad. Mirko Zilahi de' Gyurgyokai, Rizzoli, 2014, ISBN 978-88-17-07238-0